# Saint-Jean-de-Liversay
Saint-Jean-de-Liversay – miejscowość i gmina we Francji, w regionie Nowa Akwitania, w departamencie Charente-Maritime.
Według danych na rok 1990 gminę zamieszkiwało 1627 osób, a gęstość zaludnienia wynosiła 39 osób/km² (wśród 1467 gmin regionu Poitou-Charentes Saint-Jean-de-Liversay plasuje się na 172. miejscu pod względem liczby ludności, natomiast pod względem powierzchni na miejscu 67.).